# Antipatros (Sohn des Herodes)
Antipatros, latinisiert Antipater (* um 45 v. Chr.; † 4 v. Chr.), war der älteste Sohn des jüdischen Königs Herodes des Großen. Er war von 7 bis 4 v. Chr. der erstplatzierte Thronfolgekandidat, wurde aber schließlich von seinem eigenen Vater noch fünf Tage vor dessen Tod als Strafe für seine verschwörerischen Pläne hingerichtet.

## Herkunft
Antipater (benannt nach seinem aus Idumäa stammenden Großvater) ging aus der ersten Ehe des Herodes mit der vornehmen Jüdin Doris hervor, die zu einer Zeit (47 v. Chr.) geschlossen wurde, als Herodes noch keine konkreten Aussichten auf die Würde und das Amt eines Königs hatte.
Sobald Herodes sich mit der hasmonäischen Prinzessin Mariamne I. verlobt hatte, verstieß er seine Frau Doris und deren Sohn Antipater. Beim Parthereinfall in Judäa (40 v. Chr.) brachte Herodes zwar seine Verlobte Mariamne und deren Mutter Alexandra in der Festung Masada in Sicherheit, ließ aber Doris und den gemeinsamen Sohn Antipater im belagerten Jerusalem zurück.

## Königssohn ohne Thronfolge-Aussichten
Nachdem Herodes 40 v. Chr. den Königstitel aus den Händen der römischen Triumvirn erhalten hatte, strebte er danach, die Akzeptanz seines Königtums, das von vielen nationalgesinnten Juden als Fremdherrschaft empfunden wurde, im jüdischen Volk zu vergrößern. Er heiratete nun die aus dem königlichen Haus der Hasmonäer stammende Prinzessin Mariamne, eine Enkelin des letzten hasmonäischen Ethnarchen Johannes Hyrkanos II.
Die beiden aus dieser Ehe hervorgegangenen Söhne, Aristobulos und Alexandros, galten in Jerusalem lange Jahre als die designierten Thronfolger. Antipater, der Sohn der Doris, war zu dieser Zeit völlig zurückgesetzt und konnte sich keine Hoffnungen darauf machen, je eine solche Stellung zu erreichen. Er durfte lediglich von Zeit zu Zeit bei Hof erscheinen. Er musste in dieser Zeit in der deprimierenden Vorstellung einer aus machtpolitischen Gründen erfolgten Zurücksetzung durch den leiblichen Vater leben. Vermutlich wurde seine eigene, später zu Tage tretende bedenkenlose Machtgier durch diese Erfahrung geprägt.
Mariamne wurde 29 v. Chr. von König Herodes wegen angeblicher Untreue hingerichtet. 22 v. Chr. wurden ihre Söhne Alexander und Aristobulos zur Vorbereitung auf ihre politischen Aufgaben nach Rom gesandt, wo sie eine sorgfältige Erziehung am Hof von Kaiser Augustus erhielten, sich aber auch der Geschichte ihrer Familie, der Mordtaten ihres Vaters und ihrer eigenen Stellung sehr bewusst wurden. Als sie 17 v. Chr. nach Judäa zurückkehrten, kündigten sie an, den Tod ihrer Mutter rächen zu wollen. In der Folgezeit kam es immer wieder zu Spannungen zwischen ihnen, dem idumäischen Zweig der Familie und ihrem Vater Herodes.

## Aufstieg zum  Mitregenten (Linda Marie Günther, Herodes und Rom, Stuttgart 2007, S. 91) und Thronfolger
14 v. Chr. reagierte Herodes (zu dieser Zeit etwa 59 Jahre alt) schließlich auf die Entfremdung von seinen Hasmonäer-Söhnen mit einer Wiederzulassung seiner ersten Frau Doris an seinem Hof. Auch sein bisher zurückgeschobener Sohn Antipater erhielt nun – zur Empörung von Alexander und Aristobulos – eine Stellung als  Mitregent und möglicher Thronfolger zugewiesen. Er stand damit in einer scharfen Konkurrenz zu seinen Halbbrüdern, den beim Volk sehr beliebten Mariamne-Söhnen.
Je älter König Herodes wurde, desto dringender wurde es aus der Sicht der verschiedenen Thronprätendenten, sich optimal für die Nachfolge zu positionieren. Antipater bemühte sich in diesem Spiel nach Kräften, gegen seine Halbbrüder zu intrigieren. Dabei wurde er von seinem Onkel Pheroras, einem Bruder des Herodes, und seiner Tante Salome, einer Schwester des Königs, unterstützt, die von einer Thronfolge der Mariamne-Söhne Nachteile und Gefahren für ihre eigene Stellung befürchteten. Der jüdische Geschichtsschreiber Flavius Josephus berichtet, dass Antipater es ausgezeichnet verstand, sich bei seinem Vater Herodes einzuschmeicheln und zugleich seinen eigenen Ehrgeiz zu verbergen, indem er sich oft zu einem scheinbaren Fürsprecher seiner Halbbrüder machte. Nachdem die Mariamne-Söhne wegen angeblicher Umsturzpläne 7 v. Chr. tatsächlich von Herodes angeklagt und hingerichtet worden waren, war Antipater am Ziel: Er rückte, inzwischen etwa 38 Jahre alt, an die erste Stelle der möglichen Thronfolger auf.
Sofort drängte er seinen Vater, ihn mit Mariamne, der jüngsten (damals noch nicht heiratsfähigen) Tochter des hingerichteten Prinzen Aristobulos, in deren Adern ebenfalls das Blut der Hasmonäer floss, zu verloben. König Herodes, der eigentlich andere Pläne mit Mariamne gehabt hatte, willigte, wenn auch – wie Flavius Josephus berichtet – nach einer anfangs zornigen Reaktion widerstrebend in diesen Plan ein und zeigte damit, dass er bereit war, die politischen Vorstellungen seines Sohnes Antipater bei seinen Überlegungen zu berücksichtigen.

## Hinrichtung durch den eigenen Vater
4 v. Chr. wurden jedoch die verschwörerischen Pläne Antipaters, der sich zur Tarnung nach Rom begeben hatte, und seine Verwicklung in die Intrigen, die zur Hinrichtung der Mariamne-Söhne geführt hatten, aufgedeckt. König Herodes stellte nun erbarmungslos auch Antipater vor Gericht, ließ ihn zum Tode verurteilen und nur wenige Tage vor seinem eigenen Tod 4 v. Chr. hinrichten. Antipater wurde auf Befehl seines Vaters ohne weitere Zeremonie auf dem Friedhof der Festung Hyrkania, der als Schindanger für getötete politische Opponenten diente, beigesetzt. Als Haupterben übernahmen Herodes Archelaos und Herodes Antipas (beide aus der Ehe mit der Samaritanerin Malthake) seine Hinterlassenschaft. Mariamne, die Verlobte des Antipater, wurde die Ehefrau des Herodes Archelaos, der von Kaiser Augustus als Haupterbe anerkannt und zum Ethnarchen von Judäa erhoben wurde.